# HD 37124
HD 37124는 황소자리 방향으로 지구에서 약 108 광년 떨어진 곳에 있는 황색 왜성이다. 2005년 기준으로 이 항성 주위를 도는 외계 행성 3개가 발견되어 있다. 이 별은 지금까지 발견된 외계 행성들의 주인치고는 독특하게 구성원들은 모두 가스 행성이면서도 뜨거운 목성은 없다. 구성원들의 최소 질량은 모두 목성과 토성의 질량 중간 정도 되는, 목성질량의 0.6배 수준이다.(이들의 궤도경사각이 밝혀지면 최소 질량보다 실제 질량이 더 크게 나올 가능성이 많다) 또한 이들 세 행성들 중 가까운 두 개는 항성의 생명체 거주가능 영역(생물권)보다 약간 안쪽에 있거나, 또는 조금 벗어나 있다. 이 항성의 이름 앞에 붙어 있는 HD는 헨리 드레이퍼 성표의 두문자이다.

## 행성계
2005년 기준으로 이 항성 주위를 도는 3개의 외계 행성들이 발견된 상태이다. 구성원 셋은 질량 큰 목성형 행성임에도 항성에 바싹 붙어 도는 소위 ‘뜨거운 목성’이 없다는 점이 특이하다. HD 37124 b는 1999년에 발견되었고, 관례에 따라 첫 번째로 발견된 행성이라는 뜻의 소문자 b를 부여받았다. 이 행성은 항성의 생물권 바로 안쪽을 돌고 있으며, 여기서 받는 열은 금성의 그것과 비슷할 것이다. 두 번째 행성 HD 37124 c는 3년 뒤인 2002년 발견되었다. 이 행성은 항성의 생물권 내를 돌고 있으나, 다소 바깥쪽에 치우쳐 있어서 항성에서 받는 열은 화성이 태양으로부터 받는 에너지와 비슷한 수준일 것이다. 세 번째 행성 HD 37124 d는 2005년에 정식으로 발견 사실이 발표되었다. 이 행성은 생물권 내를 돌고 있지는 않으며 대략 목성이 받는 열과 비슷한 에너지를 공급받는 것으로 보인다. 셋 다 가스 행성이기 때문에 만약 인간의 눈으로 세 행성을 비교한다면 셋째 d의 겉모습은 목성과 비슷하여 친숙해 보이는 반면, 나머지 둘의 외관은 d와 크게 다를 것이다.
| 동반 천체 (가까운 천체순) | 질량 (MJ) | 공전주기 (일) | 공전궤도 반지름 (AU) | 이심률 |
| ------------------------- | --------- | ------------- | -------------------- | ------ |
| b                         | >0.61     | 0.53          | 154.46 ± 0.369       | 0.055  |
| c                         | >0.6      | 1.64          | 843.6                | 0.14   |
| d                         | >0.66     | 3.19          | 2,295                | 0.2    |

## 같이 보기
- HD 74156
- HD 37124 - 황소자리 방향으로 지구에서 108 광년 떨어진 황색 왜성. 외계 행성 3개가 발견되었다.
- HD 10180 - 지구에서 127 광년 떨어진 항성. 외계 행성 7개가 발견되었다.
- 안드로메다자리 웁실론

## 참고 문헌
- Vogt;  외. (2000). “Six New Planets from the Keck Precision Velocity Survey”. 《The Astrophysical Journal》 536 (2): 902 – 914. doi:10.1086/308981.[깨진 링크(과거 내용 찾기)]
- Butler;  외. (2003). “Seven New Keck Planets Orbiting G and K Dwarfs”. 《The Astrophysical Journal》 582 (1): 455 – 466. doi:10.1086/344570.[깨진 링크(과거 내용 찾기)]
- Vogt;  외. (2005). “Five New Multicomponent Planetary Systems”. 《The Astrophysical Journal》 632 (1): 638 – 658. doi:10.1086/432901.[깨진 링크(과거 내용 찾기)]